# 菊池為邦
菊池 為邦（きくち ためくに）は、肥後国および筑後国の守護大名。菊池氏の第20代当主。第19代当主・菊池持朝の嫡男。幼名は犬丸。官位は従四位下、肥後守。

## 略歴
文安3年（1446年）に父の死により16歳で家督を継ぐ。
康正元年（1455年）、国人一揆が起きて隈府城（菊池城）を包囲され、落城寸前だったが、島津勝久が救援して難を逃れた。同年、弟の詫摩為房を朝鮮に使者として送り、交易を申し込んだ。康正2年（1456年）より為邦の船を出し、康正3年（1457年）より八代の名和教信も朝鮮遣使を始めた。
寛正3年（1462年）、室町幕府将軍・足利義政により、大友親繁に筑後半国守護職が与えられると、以前からの筑後守護職であった菊池氏と大友氏の対立が始まることとなる。
寛正6年（1465年）、筑後・肥後の国人衆は大友親繁に抵抗し、その結果、大友軍（志賀親家）の来襲を招くこととなる。為邦は弟の菊池為安を国人衆の救援に筑後国に出陣させ、高良山別所城に送った。高良山で両軍は激突、菊池・筑後国人衆は敗北を喫し、為安は討死した。
この結果、幕府は命令違反を理由として為邦の筑後守護職を罷免し、大友氏が筑後一国の守護とされた。敗戦により立場が弱くなった為邦は、同年に相良為続に対して水俣の領有を許可して、肥後国内の体制を固めた。
文正元年（1466年）、暴戻（ぼうれい）にして日頃から父に従わなかった次男の菊池武邦が豊福城を奪って独立しようとしたようである。為邦は長男・菊池重朝を派遣してこれを討たしめた。重朝は城を包囲して攻撃。激戦の後、武邦は最後に打って出て19歳で討ち死にして果てた。
同年、為邦はまだ37歳であったが、家督と肥後守護職を長男・重朝に譲ると剃髪して出家した。隈府を出ると、合志郡板井村の亀尾城の麓の居館に隠居する。尖活仍勢（せんかつだいせい）居士と号し、如拙伯功和尚を招いて居館を神龍山碧厳寺として開山した。以後は孔孟の教えを広めたりし、寄進を募って玉祥寺の寺領を広げた。
長享2年（1488年）に亡くなった。享年59。
為邦は朝鮮や明との貿易を行うなど対外貿易を盛んに行ったが、この為邦の時代より菊池氏の衰退が始まるのである。